# نور الدين أبا
نور الدين أبا (16 فبراير 1921 - 19 سبتمبر 1996) شاعر وكاتب مسرحي جزائري. يركز عمله بشكل أساسي على مواضيع سياسية، مثل ثورة التحرير الجزائرية والصراع العربي الإسرائيلي وألمانيا النازية. في عام 1990، أسس مؤسسة نور الدين أبا، التي تواصل تقديم جائزة نور الدين أبا السنوية للكتاب الجزائريين في نوفمبر من كل عام.

## النشأة
ولد أبا عام 1921 في مدينة سطيف الجزائرية. في سيرته الذاتية Le chant perdu au pays retrouve ( الأغنية المفقودة لبلد أعيد اكتشافه، 1978)، وصف طفولته بأنها فترة غير سعيدة، حيث كتب: «حسدت الأطفال في بعض أنحاء العالم الذين عاشوا طفولتهم يلهون مع الفراشات». بعد أن أكمل تعليمه الثانوي في سطيف، أمضى سنة في دراسة القانون في جامعة الجزائر. في الأربعينيات من القرن الماضي، بدأ في كتابة بعض الشعر، بما في ذلك مجموعته الصادرة عام 1941 L'Aube de l'amour (فجر الحب). في عام 1943، تم تجنيده في الجيش الجزائري، حيث خدم لمدة عامين حتى نهاية الحرب العالمية الثانية.

## المسيرة الأدبية
بعد الحرب، أصبح أبا صحفيًا وكتب تقارير عن محاكمات نورنببرغ. عندما بدأ إصدار مجلة Présence Africaine في عام 1947، أصبح أبا أحد كتابها. في هذه المرحلة، كان يعيش في فرنسا، حيث قضى معظم حياته البالغة.
كما ألهمت تجارب زمن الحرب، ولا سيما غضبه من مذبحة سطيف في مايو 1945، أبا للالتزام بكتابة المزيد من الشعر. يركز عمله بشكل أساسي على مواضيع تتعلق بالسياسة وتأثير العنف على البشر، ويغطي موضوعات مثل الثورة الجزائرية والصراع العربي الإسرائيلي وألمانيا النازية. دفعت موضوعات عمله الباحث جان ديجو إلى مقارنته بالكاتب الجزائري محمد ديب. تشمل مجموعات أبا الشعرية الأكثر شهرة: Gazelle au petit matin (غزال في الصباح الباكر، 1978) وGazelle après minuit (غزال بعد منتصف الليل، 1979)، والتي تأخذ شكل سلسلة من قصائد الحب المستوحاة من وفاة زوجين شابين، في وقت استقلال البلاد عن فرنسا.
كتب أبا أيضًا العديد من المسرحيات، والتي غالبًا ما تكون في صورة مهزلة درامية ذات مواضيع سياسية. تم عرض مسرحياته في المسارح الفرنسية وعلى راديو فرنسا الدولي؛ نادرًا ما يتم عرض مسرحياته في الجزائر ما لم تكن باللغة العربية. تشمل مسرحياته صمت تل الزعتر عند الغروب، 1981)، والتي تدور حول حلقات من تاريخ فلسطين، و«البشارة لماركو»، 1983، والتي تدور أحداثها خلال معركة مدينة الجزائر عام 1957.

## الجوائز والتكريم
اكتسبت أعمال أبا تقديرًا نقديًا أكبر في أواخر السبعينيات وأوائل الثمانينيات. في عام 1979 حصل على جائزة أفريقيا المتوسطية لشعره، وفي عام 1985 حصل على جائزة "Prix Charles Oulmont" من مؤسسة فرنسية لمساهمته في الأدب. وفازت مسرحيته تل الزعتر عام 1981، بجائزة فلسطين - محمود الهمشري.

## نشاطات أخرى
حاضرآبا في عدد من الجامعات، بما في ذلك فترة تدريس للأدب الجزائري في جامعة إلينوي في إربانا شامبين. كان أبا عضوًا في أكاديمية العلوم الدولية وأكاديمية الثقافات العالمية. كان أيضًا جزءًا من المجلس الأعلى للفرانكوفونية، بعد أن تم تعيينه من قبل فرانسوا ميتران.
كان أبا نشطًا أيضًا في السياسة. عاد لفترة وجيزة إلى الجزائر في أواخر السبعينيات وعمل في وزارة الإعلام والثقافة، قبل أن يخيب أمله في السياسة الجزائرية ويعود إلى فرنسا. طوال حياته، كان متعاطفًا بشكل خاص مع القومية الفلسطينية. قبل وفاته، حاول إقناع الحكومة الفرنسية بالمساعدة في إنهاء الحرب الأهلية الجزائرية.

## حياته الشخصية
أقام أبا في باريس أكثر من 30 عاما، وتزوج من سيدة فرنسية تدعى مادلين، وهي تنحدر من أسرة مرتبطة بمجال النشر منذ قرنين.

## وفاته وإرثه
توفي أبا عام 1996 في باريس عن عمر يناهز 75 عامًا. تواصل مؤسسة نور الدين أبا، التي أسسها عام 1990، تقديم جائزة نور الدين أبا السنوية للكتاب الجزائريين الذين يكتبون بالفرنسية أو العربية. ومن بين الفائزين السابقين طاهر جعوط ورضا مالك.